# Saint-Martin-d'Ablois
Pour les articles homonymes, voir Saint Martin.
Saint-Martin-d'Ablois est une commune française, située dans le département de la Marne en région Grand Est.
Ses habitants sont les Ablutiens.

## Géographie
Elle se situe au sud-ouest d'Épernay. Saint-Martin-d'Ablois se trouve aux confins des forêts de Brugny, d'Enghien, d'Épernay et du bois de Boursault. La commune se trouve dans le vignoble de Champagne « Vallée de la Marne » sur le terroir des « Coteaux Sud d’Épernay ». Elle comptabilise 82,2 hectares de vigne travaillée par 71 exploitants en grande majorité sur le cépage pinot meunier. Le Sourdon (ruisseau) y prend sa source.
| Œuilly    | Boursault             | Épernay |
| Festigny  | Saint-Martin-d'Ablois | Vinay   |
| Le Baizil | Brugny-Vaudancourt    |         |

### Hydrographie
La commune est dans la région hydrographique « la Seine de sa source au confluent de l'Oise (exclu) » au sein du bassin Seine-Normandie. Elle est drainée par le Cubry, le cours d'eau 01 de l'Étang d'Angluré, le cours d'eau 01 de la commune de Boursault, le cours d'eau 01 de la Foulerie, le Fossé 01 de la Ferme de Sourdon, le Fossé 01 de l'Étang de Noire Fontaine, le Fossé 01 de l'Étang du Grand Pinard, le Fossé 01 des Meulières, le Fossé 01 du Bois du Bauchet et le Fossé 02 de la commune de Boursault,.
Le Cubry, d'une longueur de 14 km, prend sa source dans la commune  et se jette  dans la Marne à Magenta, après avoir traversé six communes. 

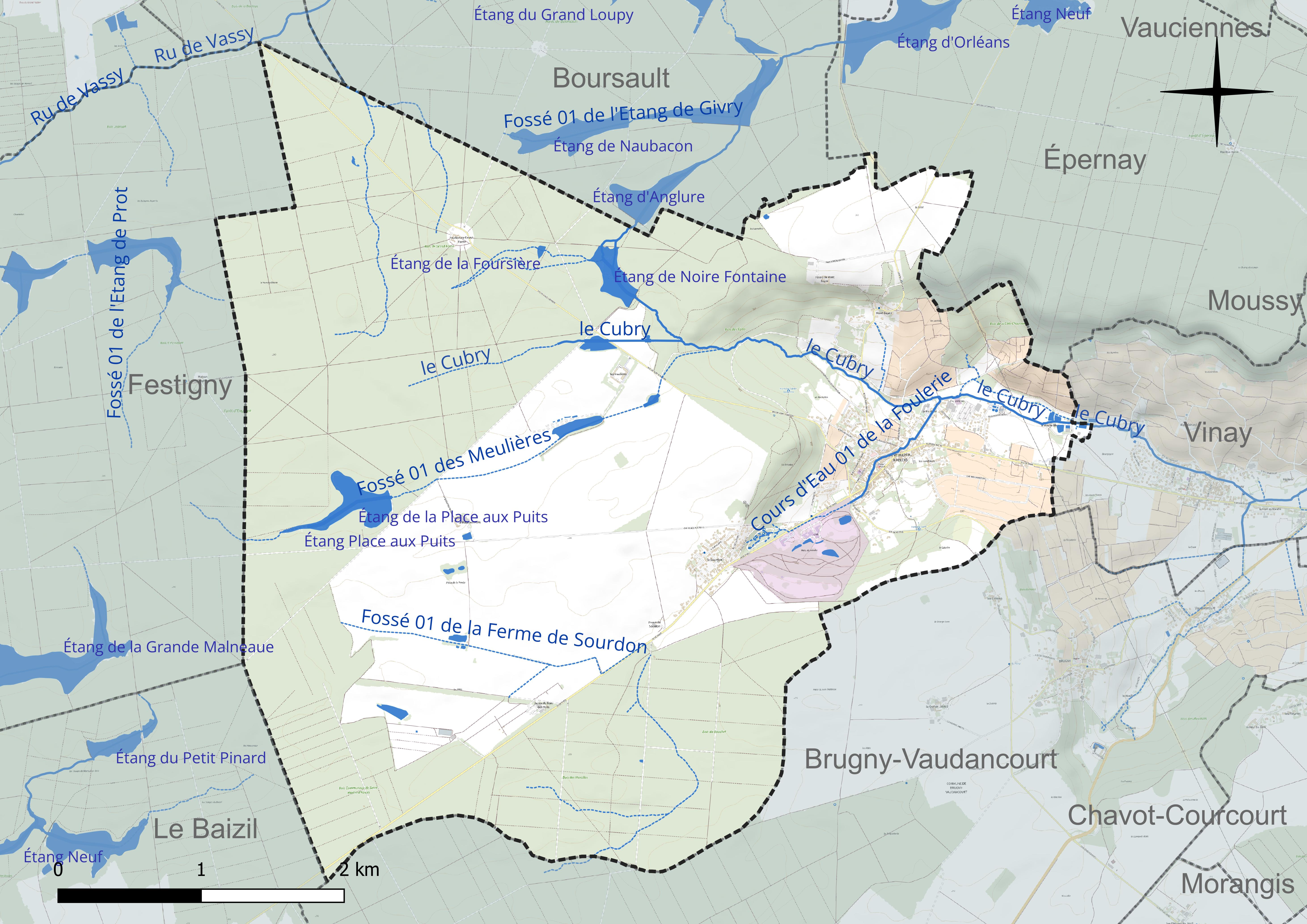
Réseau hydrographique de Saint-Martin-d'Ablois.

Quatre plans d'eau complètent le réseau hydrographique : l'étang de la Foursière (0,3 ha), l'étang de la Place aux Puits (9,1 ha), l'étang de Noire Fontaine (6,5 ha) et l'étang Place aux Puits (1,2 ha),.

### Climat
Pour des articles plus généraux, voir Climat du Grand Est et Climat de la Marne.
En 2010, le climat de la commune est de type climat océanique dégradé des plaines du Centre et du Nord, selon une étude du Centre national de la recherche scientifique s'appuyant sur une série de données couvrant la période 1971-2000. En 2020, Météo-France publie une typologie des climats de la France métropolitaine dans laquelle la commune est exposée à un climat océanique altéré et est dans la région climatique  Nord-est du bassin Parisien, caractérisée par un ensoleillement médiocre, une pluviométrie moyenne régulièrement répartie au cours de l’année et un hiver froid (3 °C). 
Pour la période 1971-2000, la température annuelle moyenne est de 10,7 °C, avec une amplitude thermique annuelle de 16,1 °C. Le cumul annuel moyen de précipitations est de 774 mm, avec 11,9 jours de précipitations en janvier et 8,2 jours en juillet. Pour la période 1991-2020, la température moyenne annuelle observée sur la station météorologique de Météo-France la plus proche, « Chouilly », sur la commune de Chouilly à 11 km à vol d'oiseau, est de 11,4 °C et le cumul annuel moyen de précipitations est de 668,9 mm. 
La température maximale relevée sur cette station est de 40,3 °C, atteinte le 25 juillet 2019 ; la température minimale est de −12,3 °C, atteinte le 5 février 2012,,. 
Les paramètres climatiques de la commune ont été estimés pour le milieu du siècle (2041-2070) selon différents scénarios d'émission de gaz à effet de serre à partir des nouvelles projections climatiques de référence DRIAS-2020. Ils sont consultables sur un site dédié publié par Météo-France en novembre 2022.

## Urbanisme

### Typologie
Au 1er janvier 2024, Saint-Martin-d'Ablois est catégorisée bourg rural, selon la nouvelle grille communale de densité à sept niveaux définie par l'Insee en 2022.
Elle est située hors unité urbaine. Par ailleurs la commune fait partie de l'aire d'attraction d'Épernay, dont elle est une commune de la couronne,. Cette aire, qui regroupe 44 communes, est catégorisée dans les aires de 50 000 à moins de 200 000 habitants,.

### Occupation des sols
L'occupation des sols de la commune, telle qu'elle ressort de la base de données européenne d’occupation biophysique des sols Corine Land Cover (CLC), est marquée par l'importance des forêts et milieux semi-naturels (59,9 % en 2018), une proportion identique à celle de 1990 (59,9 %). La répartition détaillée en 2018 est la suivante : 
forêts (58,6 %), terres arables (31,1 %), cultures permanentes (5 %), zones urbanisées (1,6 %), zones agricoles hétérogènes (1,3 %), milieux à végétation arbustive et/ou herbacée (1,3 %), prairies (1,2 %). L'évolution de l’occupation des sols de la commune et de ses infrastructures peut être observée sur les différentes représentations cartographiques du territoire : la carte de Cassini (XVIIIe siècle), la carte d'état-major (1820-1866) et les cartes ou photos aériennes de l'IGN pour la période actuelle (1950 à aujourd'hui).

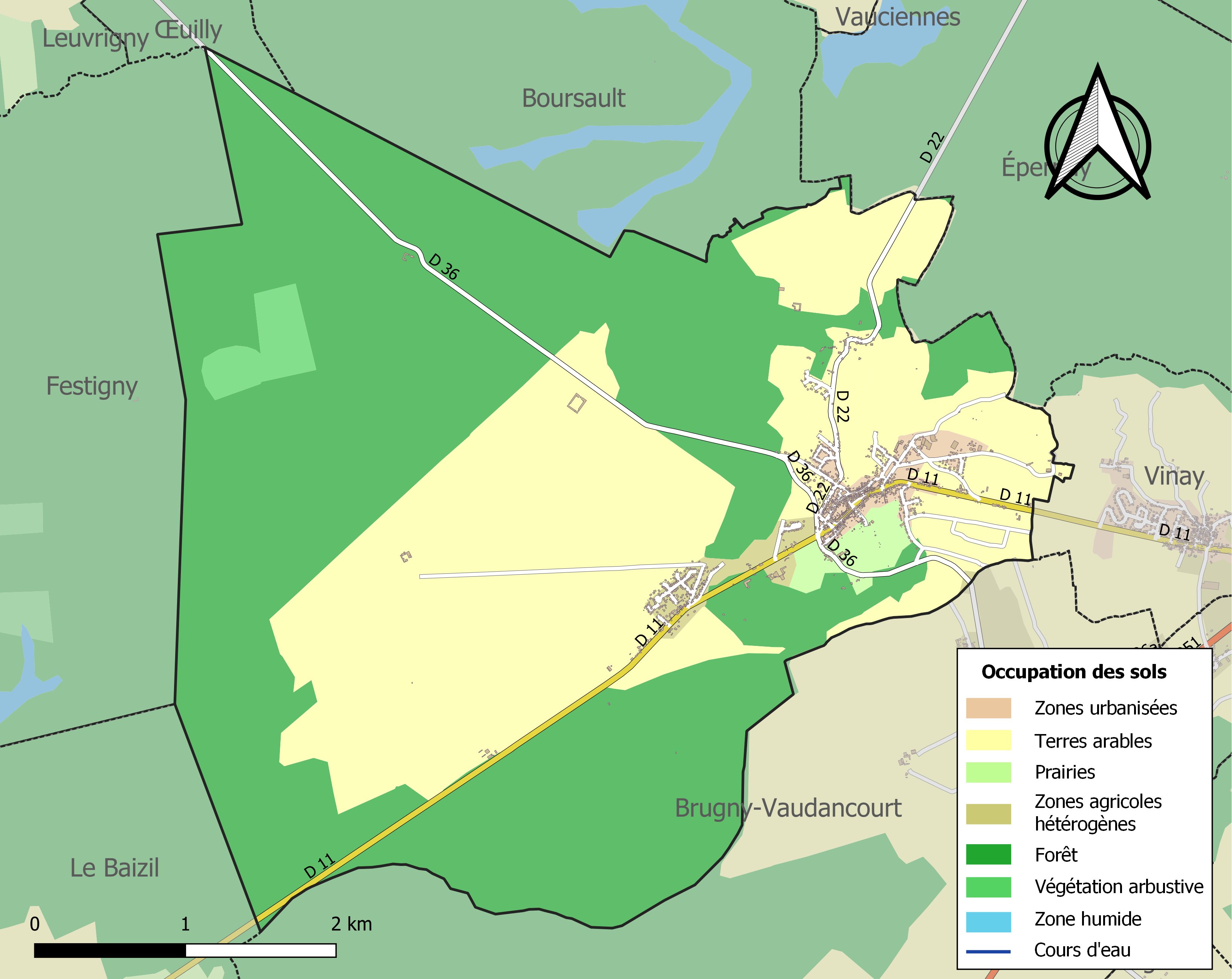
Carte des infrastructures et de l'occupation des sols de la commune en 2018 (CLC).

## Toponymie
Le village apparaît dès 1145 sur les cartes de l'abbaye Saint-Martin d'Épernay sous le nom Sanctus Martinus de Avleis, puis Sanctus Martinus de Avlis en 1155. Dans la première moitié du XVIIIe siècle, plusieurs forment sont rapportées : Avelois (1219), Aublois, Avlois et Avloys. Ablois est utilisé pour la première fois en 1252. En 1262, le bourg est à nouveau répertorié en latin, en tant que Sanctus Martinus de Avlois. La décennie suivante, le terme Avloi est employé.

Au début du XVe siècle, les Archives nationales font état d'Abloiz, puis Abloys en 1462. Le « Saint-Martin » réapparaît en 1539 avec Saint-Martin-d'Ablays, puis Sainct-Martin de la Bloys (1634), Saint-Martin d'Amblois (1735) et Saint-Martin d'Hablois (1749). En 1783, le nom latin du village est Sanctus Martinus in pago Ablensi.

En 1789, la commune de Saint-Martin-d'Ablois est officiellement créée. Cependant, les révolutionnaires la renomment Ablois quatre ans plus tard. Ce nom perdure jusqu'en 1952 lorsque la commune reprend son ancien nom et devient à nouveau Saint-Martin-d'Ablois.
Saint-Martin est un hagiotoponyme qui fait référence à Martin de Tours.
Ablois serait issu du latin ablutus : « lavé, arrosé ». Saint Martin d'Ablois pourrait signifier « Saint Martin des Eaux », faisant référence aux sources du Sourdon.

## Histoire

### Antiquité et Moyen Âge

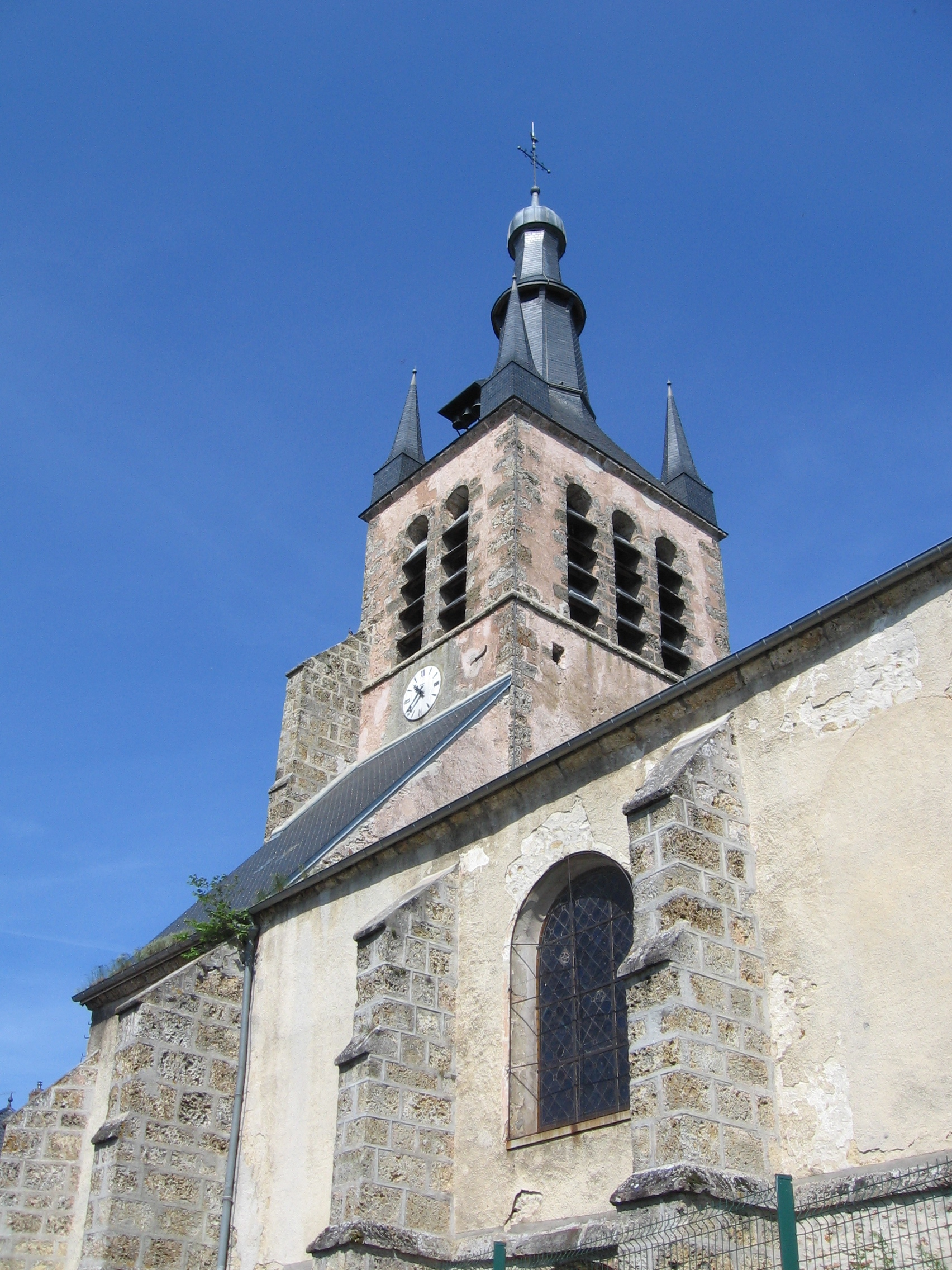
L'église de Saint-Martin-d'Ablois.

D'après le géographe Jean-Baptiste Bourguignon d'Anville, le village s'élève sur le site d'un bourg gallo-romain, Bibe. En 1855, le congrès archéologique de Châlons-sur-Marne note la découverte de pièces romaines à la ferme de Mont Bayen, au nord de la commune. Ce lieu-dit semble d'ailleurs être les vestiges d'une ancienne cité.
À partir du milieu XIIe siècle,  le village alors dénommé Sanctus Martinus de Avleis est rattaché à l'abbaye Saint-Martin d’Épernay, dont les chanoines s'y établissent en 1152.

### Marie Stuart, vicomtesse d'Ablois
À la suite du décès de François II de France en 1560, Marie Stuart sépare la vicomté d'Ablois de la châtellenie d’Épernay. Le 20 mai 1561, elle est accueillie au monastère de Saint-Martin, pour participer à la messe. L'après-midi, guidée par l'abbé du couvent dans le bois du Sourdon, la dame prononce ces mots : « Oh ! Cette France aimée, la quitter quand il fait si bon y vivre des choses de l'esprit ! La quitter quand elle offre tant de poésie sous son beau ciel ! Tenez ces ombrages, comme ils sont beaux ! Cette source qui se répand en cascades à travers les rochers donne par son murmure l'illusion d'une musique lointaine, dont l'âme est délicieusement caressée ! Ces rayons d'or qui traversent la feuillée, ces oiseaux qui se jouent dans le prisme ensoleillé, non on ne peut se résigner à quitter tout cela ? ».

### XIXeetXXesiècles
Le 27 juillet 1903, la ligne des Chemins de fer de la Banlieue de Reims (CBR), entre Épernay et Montmirail, est inaugurée. Une gare dessert Saint-Martin-d'Ablois et on met en place un arrêt facultatif à Sourdon.
Durant la Première Guerre mondiale, le village est à proximité du front, notamment lors de la seconde bataille de la Marne. 64 Ablutiens meurent sur le champ de bataille. Un cimetière militaire est créé près de la ferme des Meulières ; un monument aux morts est inauguré le 11 novembre 1927, rue Julien-Ducos.
La ligne de chemin de fer desservant la ville est déclassée en 1937.
Lors de la Seconde Guerre mondiale, trois Albutiens (Michel Destrez, Julien Ducos et Marcel Soyeux) sont arrêtés pour résistance et fusillés près de Châlons-sur-Marne, le 19 février 1944. Ils avaient tous entre 20 et 25 ans. Trois rues portent aujourd'hui leur nom. Par ailleurs, trois autres sont déportés en Allemagne (Adrien Didier, Marcel Fouju et Jacques Soardi). Ce dernier ne reviendra jamais, une rue porte également son nom.

## Politique et administration

### Liste des maires
| Période   | Période                       | Identité             | Étiquette                | Qualité |
| --------- | ----------------------------- | -------------------- | ------------------------ | --- |
| an XVIII  | 1806                          | Nicolas Lelouvier    |                          | |
| 1806      | 1812                          | Jean-Baptiste Piéton |                          | |
| 1812      | 1814                          | Louis Rossignol      |                          | |
| 1814      | 1825                          | Auguste Sannegon     |                          | |
| 1825      | 1831                          | Auguste de Talhouët  | Conservateur Monarchiste | Militaire, marquis de Talhouët                                                                                      |
| 1831      | 1843                          | Louis Noël           |                          | |
| 1843      | 1855                          | Étienne François     |                          | |
| 1855      | 1857                          | Sébastien Malet      |                          | |
| 1857      | 1865                          | François Miloni      |                          | |
| 1865      | 1866                          | Louis Fagot          |                          | |
| 1866      | 1871                          | Pierre Ketterer      |                          | |
| 1871      | 1892                          | Louis Fagot          |                          | |
| 1892      | 1893                          | Jules Ketterer       |                          | |
| 1893      | 1894                          | Ernest Moreau        |                          | |
| 1894      | 1897                          | Jules Lalouelle      |                          | |
| 1897      | 1908                          | Charles Daumont      |                          | |
| 1908      | 1911                          | Henri Durantel       |                          | |
| 1911      | 1932                          | Jules Ketterer       |                          | |
| 1932      | 1944                          | Émilien Jamart       |                          | |
| 1944      | 1945                          | Simon Moreau         |                          | |
| 1945      | 1965                          | Léon Durantel        |                          | |
| 1965      | 1971                          | Robert Jamart        |                          | |
| 1971      | 1983                          | Léon Durantel        |                          | |
| 1983      | 1989                          | Bernard Rauscher     |                          | |
| 1989      | mai 2020                      | Jackie Barrois,      | PS                       | |
| mai 2020, | En cours (au 2 décembre 2020) | Catherine Fontanesi  |                          | Directrice générale des services d’une collectivité Vice-présidente de la CC des Paysages de la Champagne (2020 → ) |

### Jumelages
Saint-Martin-d'Ablois est jumelée avec :
 Avessac (France) depuis le 26 octobre 2001

## Équipements et services publics

### Eau et déchets
L'approvisionnement en eau potable et l'assainissement des eaux usées sont des compétences de la communauté de communes des Paysages de la Champagne. La commune de Saint-Martin-d'Ablois est alimentée en eau potable par le captage de la Source, situé sur son territoire. La production et la distribution d'eau potable font l'objet d'une délégation de service public confiée à Suez jusqu'en 2029. Saint-Martin-d'Ablois accueille une station d'épuration à boues activées d'une capacité de 4 500 équivalent-habitants sur son territoire. L'assainissement collectif y est assuré en régie par la communauté de communes.
La communauté de communes est également compétente en matière de déchets. La collecte des ordures ménagères résiduelles et des déchets recyclables est réalisée en porte à porte. La communauté de commune adhérant au syndicat de valorisation des ordures ménagères de la Marne (SYVALOM), ces déchets sont amenés au centre de transfert départemental de Pierry puis valorisés sur le site de La Veuve. La collecte du verre et des textiles se fait en apport volontaire. La communauté de communes met par ailleurs six déchèteries à disposition de ses habitants, accessibles après création d'une carte d'accès : à Châtillon-sur-Marne, Damery-Venteuil, Fèrebrianges, Mareuil-le-Port, Montmort-Lucy et Trélou-sur-Marne.

### Enseignement
Saint-Martin-d'Ablois fait partie de l'académie de Reims.
La commune dispose d'un groupe scolaire, situé avenue Michel Destrez, composé d'une école maternelle de 37 élèves et d'une école élémentaire de 71 élèves (chiffres 2024-2025). Le groupe scolaire est géré par le syndical intercommunal scolaire de Brugny - Ablois - Vinay (SISCOBAVI) et accueille ainsi, outre les enfants de Saint-Martin-d'Ablois, ceux de Brugny-Vaudancourt et Vinay.
Les enfants de Saint-Martin-d'Ablois sont ensuite rattachés au collège Terres Rouges d'Épernay et au lycée Stéphane-Hessel d'Épernay.

### Postes et télécommunications
La commune dispose d'une agence postale communale, installée place du Général de Gaulle.

### Justice, sécurité et secours
Du point de vue judiciaire, Saint-Martin-d'Ablois relève du conseil de prud'hommes d'Épernay, du tribunal de commerce de Reims, du tribunal judiciaire, du tribunal paritaire des baux ruraux et du tribunal pour enfants de Châlons-en-Champagne, dans le ressort de la cour d'appel de Reims. Pour le contentieux administratif, la commune dépend du tribunal administratif de Châlons-en-Champagne et de la cour administrative d'appel de Nancy.
Saint-Martin-d'Ablois est située en secteur Gendarmerie nationale et dépend de la brigade d'Épernay.
En matière d'incendie et de secours, la caserne la plus proche est celle d'Épernay, rattachée au Service départemental d'incendie et de secours (SDIS) de la Marne. La commune est rattachée au centre de première intervention de Saint-Martin-d'Ablois-Boursault, qui compte 17 sapeurs-pompiers volontaires intercommunaux suppléant les pompiers professionnels du SDIS.

## Démographie
L'évolution du nombre d'habitants est connue à travers les recensements de la population effectués dans la commune depuis 1793. Pour les communes de moins de 10 000 habitants, une enquête de recensement portant sur toute la population est réalisée tous les cinq ans, les populations de référence des années intermédiaires étant quant à elles estimées par interpolation ou extrapolation. Pour la commune, le premier recensement exhaustif entrant dans le cadre du nouveau dispositif a été réalisé en 2008.

En 2022, la commune comptait 1 355 habitants, en évolution de −5,77 % par rapport à 2016 (Marne : −1,19 %, France hors Mayotte : +2,11 %).
| 1793  | 1800  | 1806  | 1821  | 1831  | 1836  | 1841  | 1846  | 1851  |
| ----- | ----- | ----- | ----- | ----- | ----- | ----- | ----- | ----- |
| 1 041 | 1 178 | 1 213 | 1 236 | 1 417 | 1 475 | 1 507 | 1 533 | 1 525 |

| 1856  | 1861  | 1866  | 1872  | 1876  | 1881  | 1886  | 1891  | 1896  |
| ----- | ----- | ----- | ----- | ----- | ----- | ----- | ----- | ----- |
| 1 341 | 1 403 | 1 410 | 1 373 | 1 447 | 1 365 | 1 353 | 1 286 | 1 230 |

| 1901  | 1906  | 1911  | 1921  | 1926 | 1931 | 1936 | 1946 | 1954  |
| ----- | ----- | ----- | ----- | ---- | ---- | ---- | ---- | ----- |
| 1 216 | 1 212 | 1 147 | 1 222 | 960  | 902  | 906  | 951  | 1 001 |

| 1962  | 1968  | 1975  | 1982  | 1990  | 1999  | 2006  | 2008  | 2013  |
| ----- | ----- | ----- | ----- | ----- | ----- | ----- | ----- | ----- |
| 1 045 | 1 035 | 1 021 | 1 221 | 1 431 | 1 401 | 1 457 | 1 473 | 1 456 |

| 2018  | 2022  | - | - | - | - | - | - | - |
| ----- | ----- | - | - | - | - | - | - | - |
| 1 414 | 1 355 | - | - | - | - | - | - | - |

## Économie

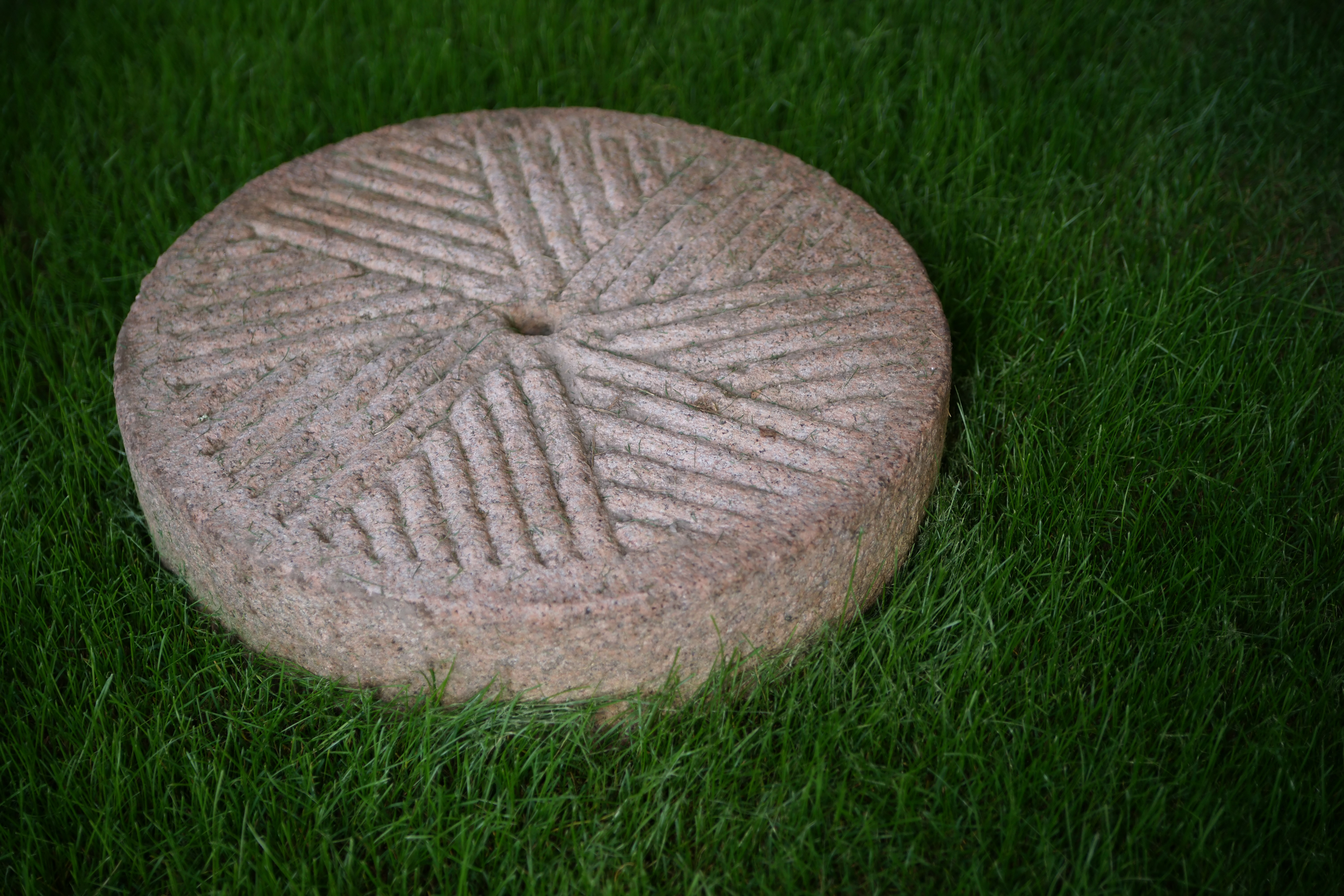
Exemple d'une meule à grain.

### Les meules à moulin
Au cours des XVIIe et XVIIIe siècles, le village est réputé pour ses meules à moulin. Les meules d'Ablois sont à l'époque extraites de bancs de meulières, enterrées sous un sol sableux, dans la forêt d'Enghein, à l'ouest de Saint-Martin-d'Ablois et, dans celle d’Épernay, au nord du village.
Ces meules à grains sont blanches, grises ou rouges et font entre 1,53 m et 2,09 m de diamètre et de 35 à 42 cm d'épaisseur. Transformées à Saint-Martin-d'Ablois, elles étaient ensuite acheminées principalement par la Marne, à Port-à-Binson ou Épernay, en direction de toute la Champagne mais également de toute la France et même jusqu'aux États-Unis.

## Culture locale et patrimoine

### Monuments

#### Château d'Ablois

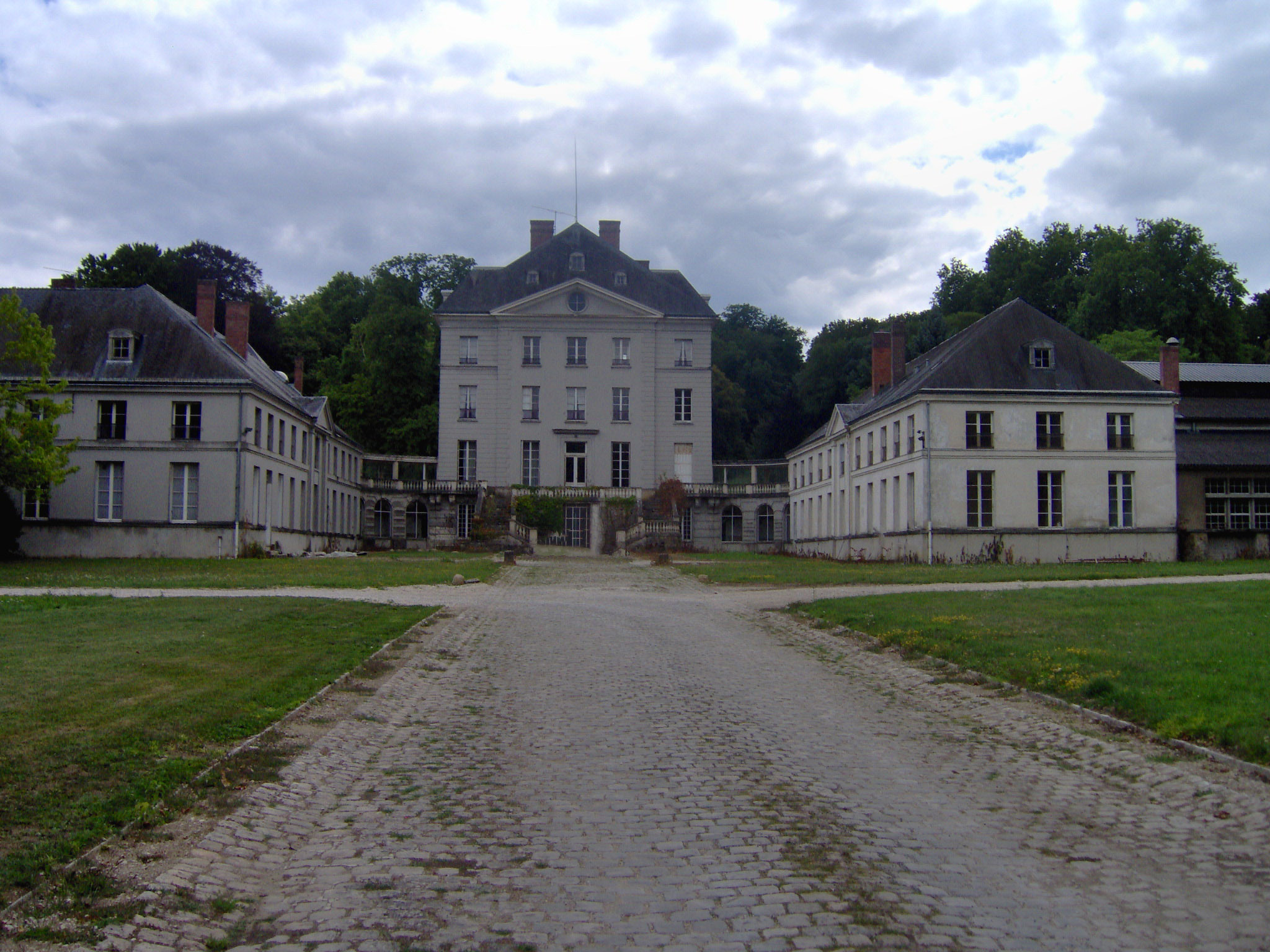
Le château d'Ablois.

Le château de Saint-Martin-d'Ablois, date du XVIIIe siècle. Depuis 2009, il appartient à la famille Breul, rénové c'est la maison principale du Champagne Patrick Breul, où l’accueil des visiteurs se fait sous forme de visites et de dégustations.

#### Le refuge des cheminots
En 1928, Georges Rosset, président de la Fédération des retraités du chemin de fer, créé le « Refuge des cheminots » à la Foulerie, au nord-est du bourg principal. Le but de l'institution, inaugurée en 1928 par le Ministre des travaux publics, André Tardieu, est d'héberger des employés des chemins de fer.
Le bâtiment se modernise au fil des années et accueille jusqu'à 62 retraités en 1956. Il est détruit en 1986. Dans l'ancien parc de la Foulerie se trouve aujourd'hui l'école primaire du village et l'on trouve en dessous de celle-ci la rue Georges-Rosset.

### Patrimoine environnemental

#### Le parc du Sourdon
Un parc de trois hectares où jaillit la source du Sourdon, un ruisseau qui parcourt 1,2 km en traversant le village de Saint-Martin-d'Ablois avant de se jeter dans le Cubry, ruisseau rejoignant la Marne à Épernay. Un sentier suit le ruisseau qui parcourt le parc en suivant des cascades artificielles. Le parc, aujourd'hui propriété communale, a été créé à la fin du XIXe siècle. C'est un site naturel inscrit depuis le 1er octobre 1943 ; il figure en outre sur la liste des parcs et jardins remarquables du ministère de la Culture,. Le parc est ouvert au public en accès libre du 1er avril au 31 octobre de 9 h à 19 h et possède quelques aménagements pour le pique-nique.

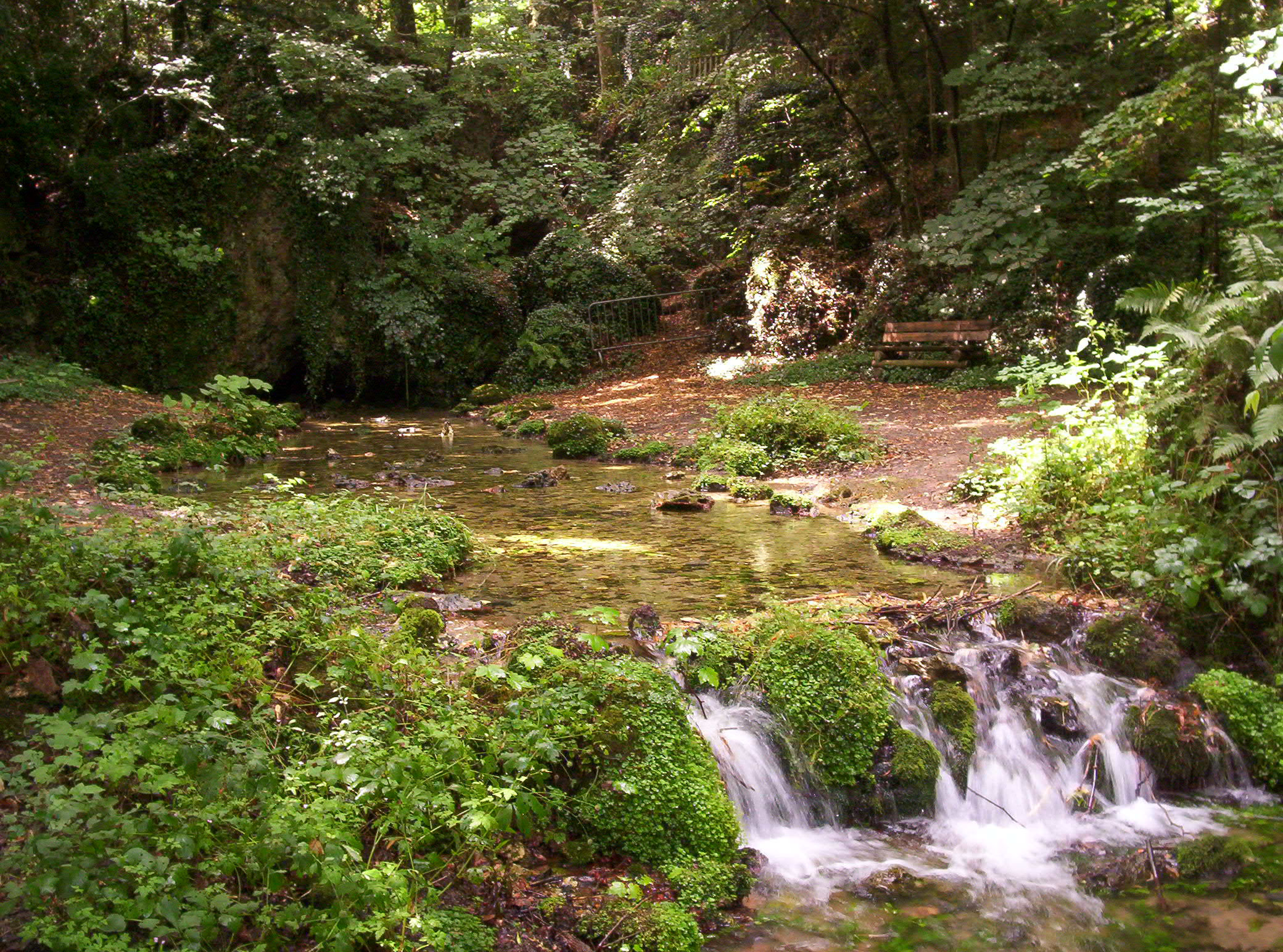
Le parc du Sourdon.
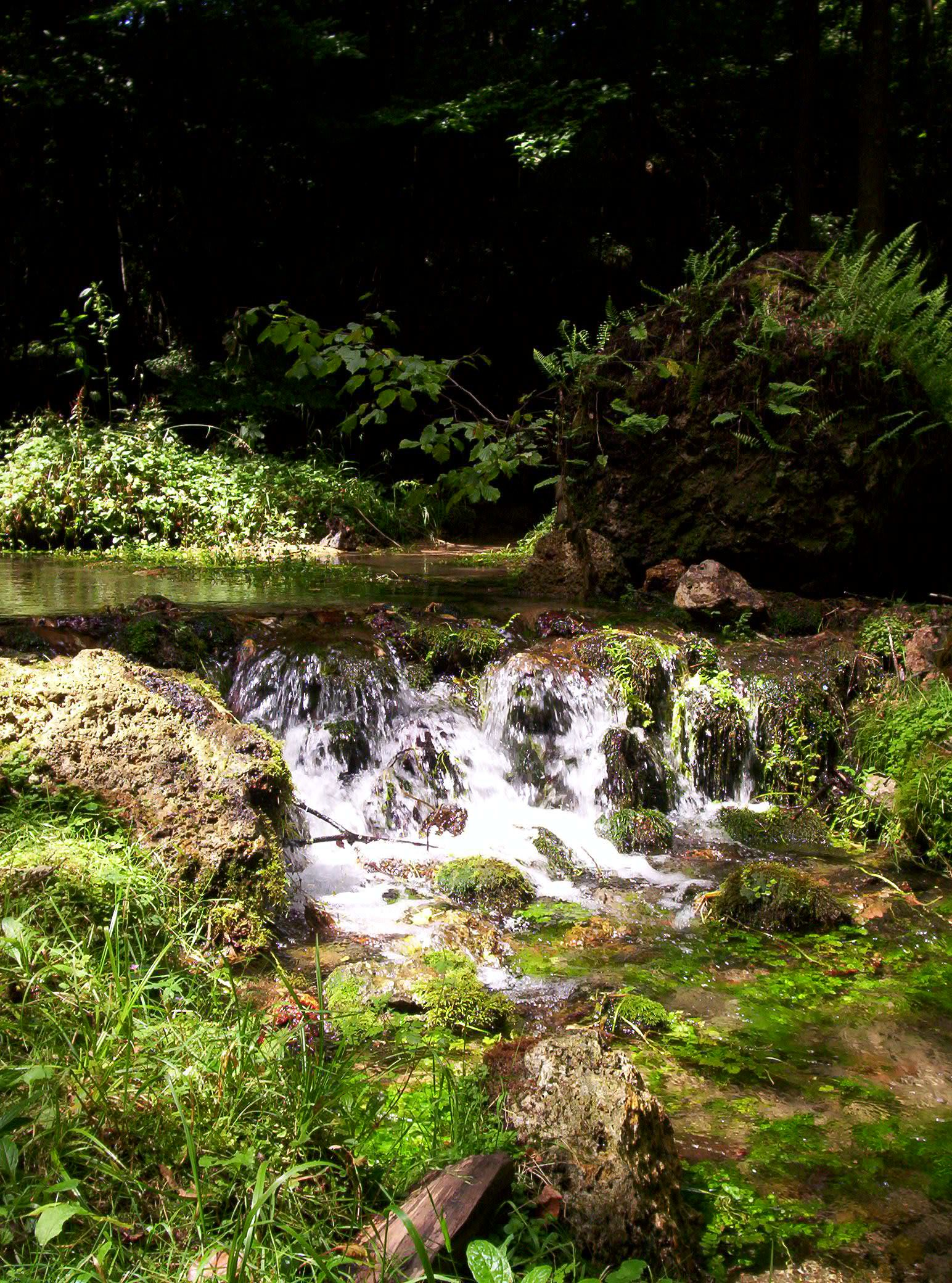
Le parc du Sourdon.
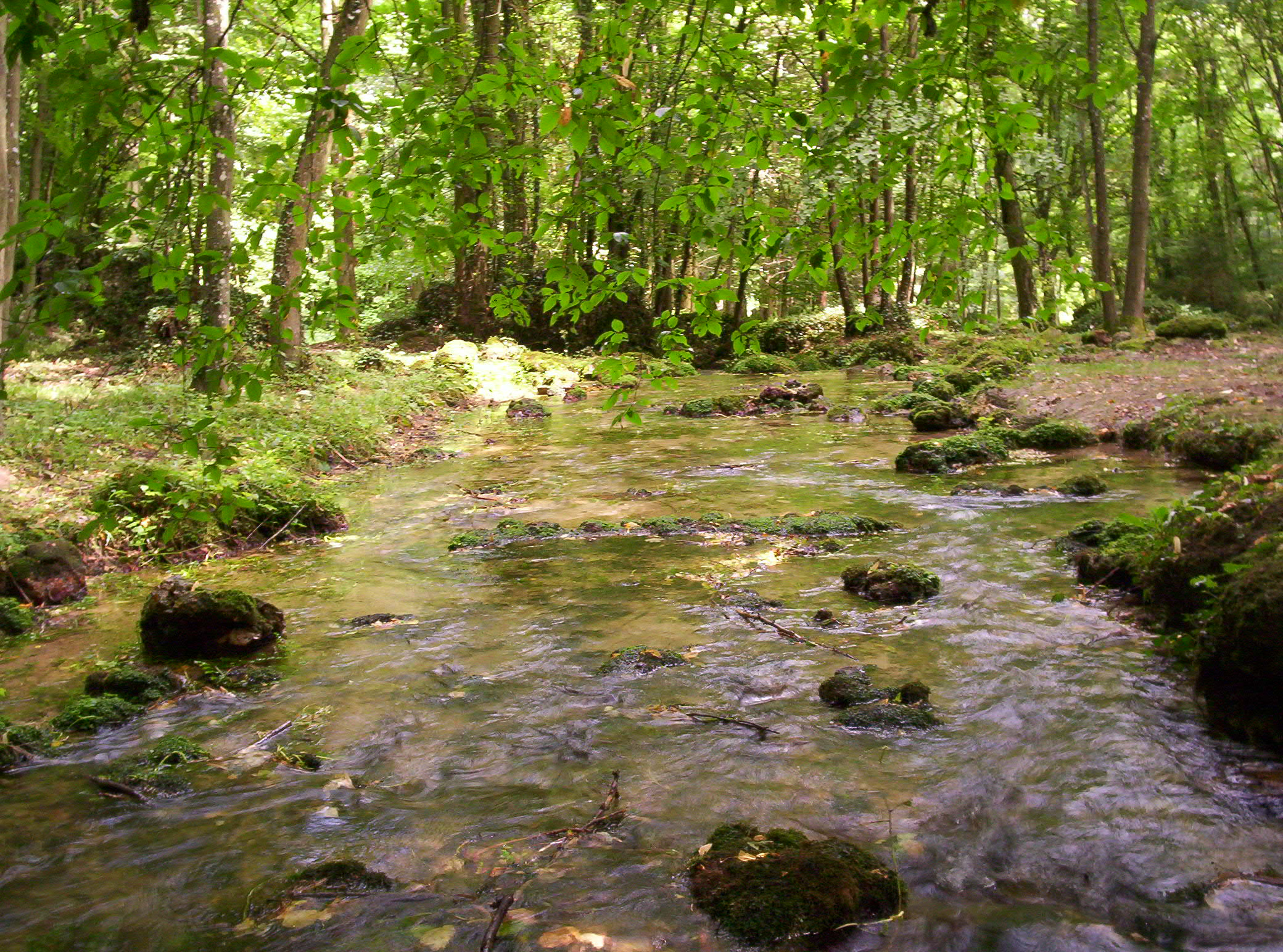
Le parc du Sourdon.
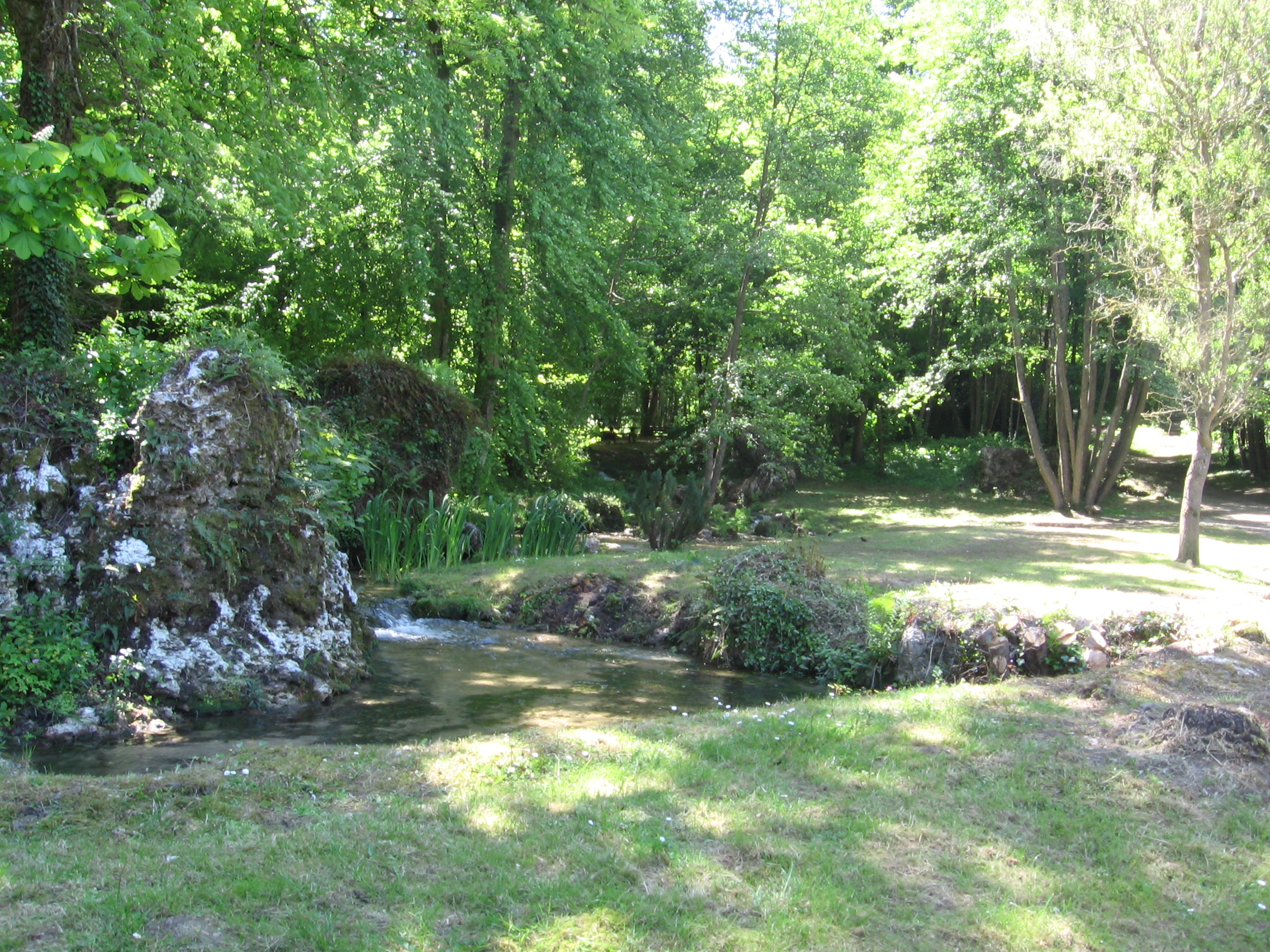
Le parc du Sourdon.

### Héraldique
| Armes de Saint-Martin-d'Ablois | Les armoiries de Saint-Martin-d'Ablois se blasonnent ainsi : « Taillée : au premier d'or à la branche de vigne pamprée de sinople, fruitée de deux pièces de pourpre, au second d'azur à la double cotice potencée et contre-potencée d'or soutenue d'une roue de moulin d'argent mouvant du flanc senestre, issant d'une plaine ondée du même. » |

### Personnalités liées à la commune
- Marie Stuart (1542-1587), reine de France et d'Écosse, dame d'Épernay.
- Auguste de Talhouët-Roy (1819-1884), marquis de Talhouët, homme politique.
- Armand Bourgeois (1841-1911), auteur de travaux littéraires et historiques, collectionneur, critique littéraire et d'art.